# Derectaotus alboniger
Derectaotus alboniger är en insektsart som beskrevs av Bei-bienko 1967. Derectaotus alboniger ingår i släktet Derectaotus och familjen Mogoplistidae. Inga underarter finns listade i Catalogue of Life.